# Paralichthyidae

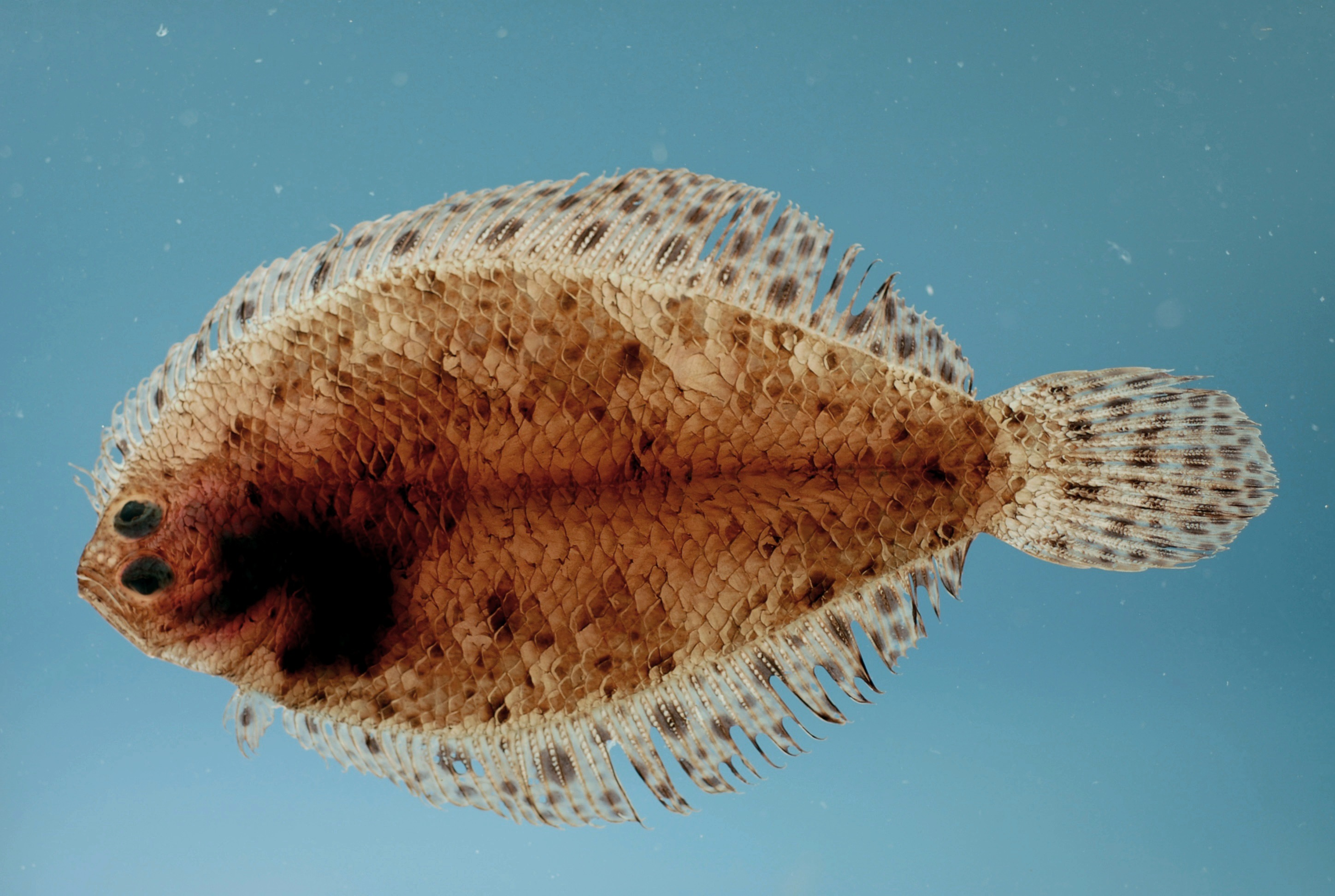
Citharichthys macrops

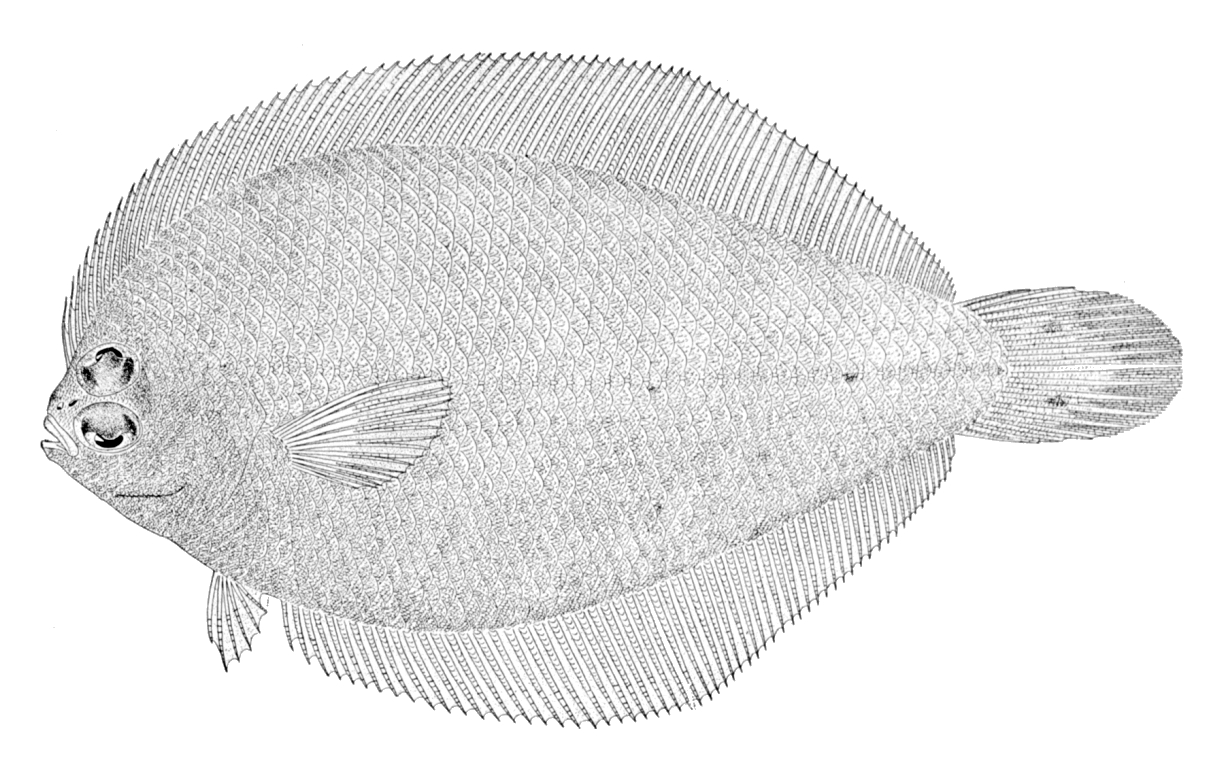
Etropus rimosus

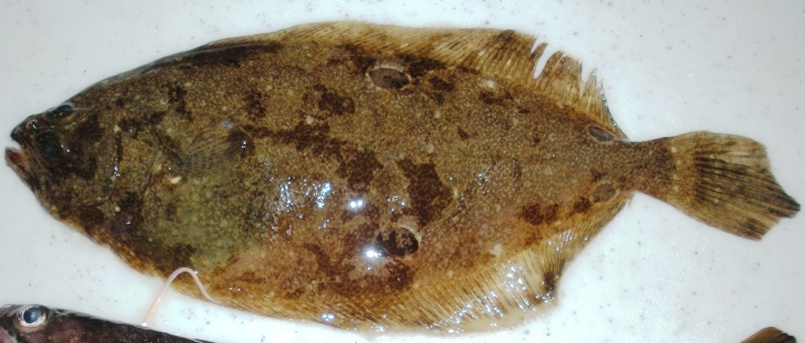
Hippoglossina oblonga

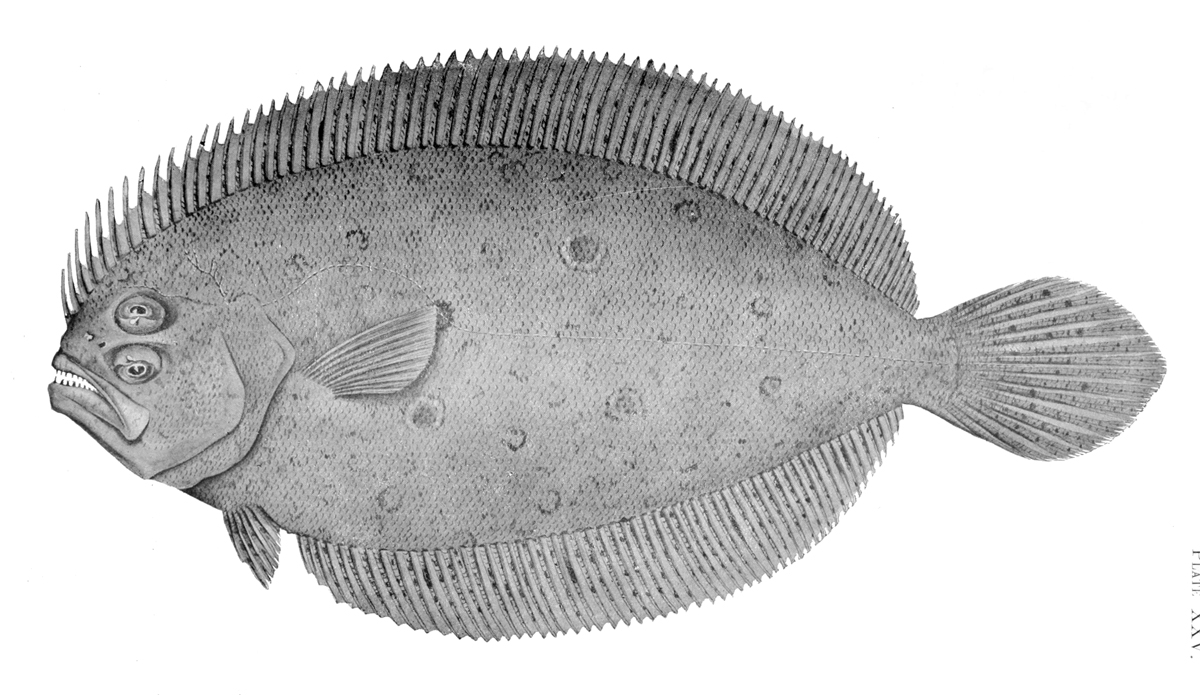
Pseudorhombus spinosus

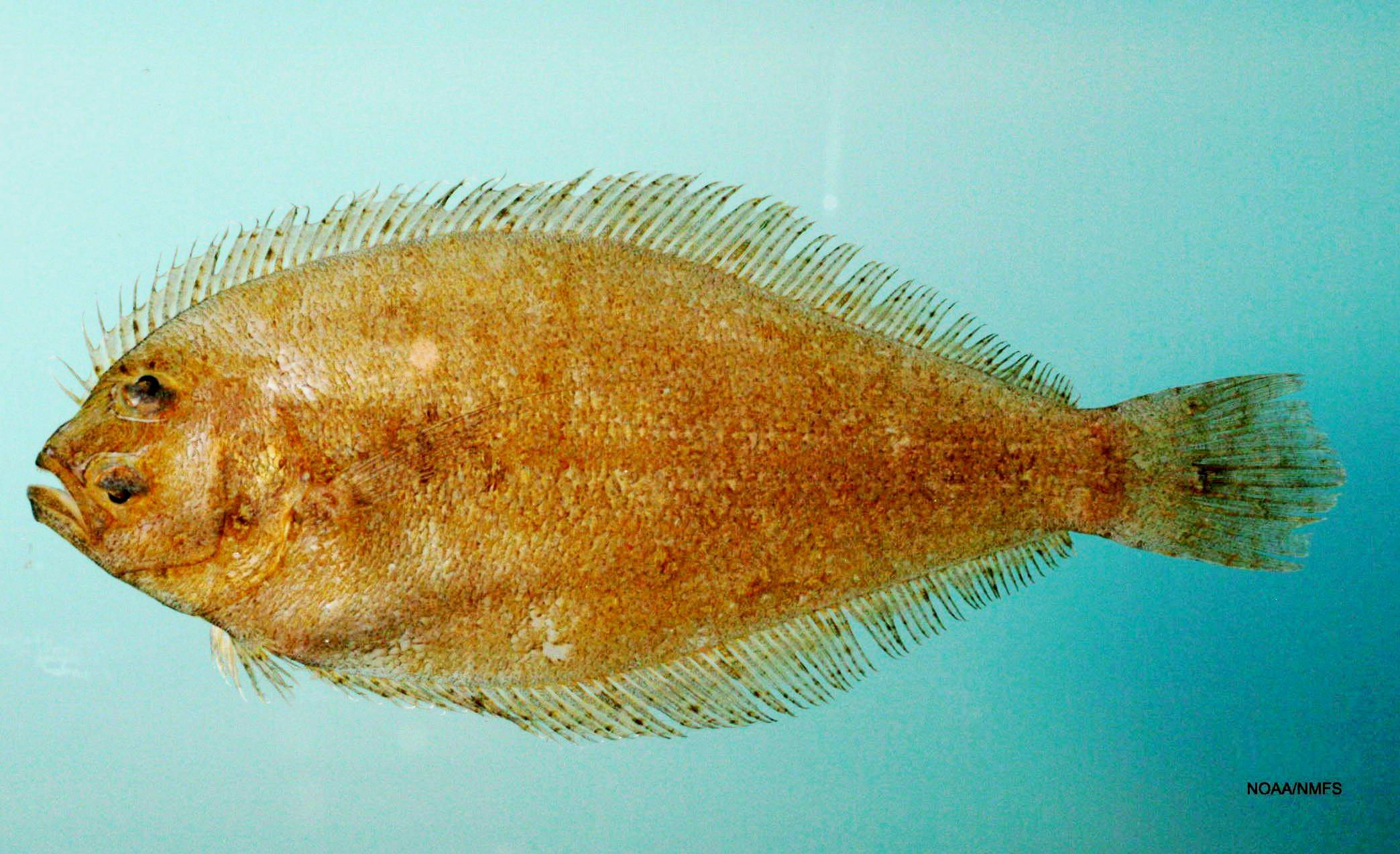
Syacium papillosum

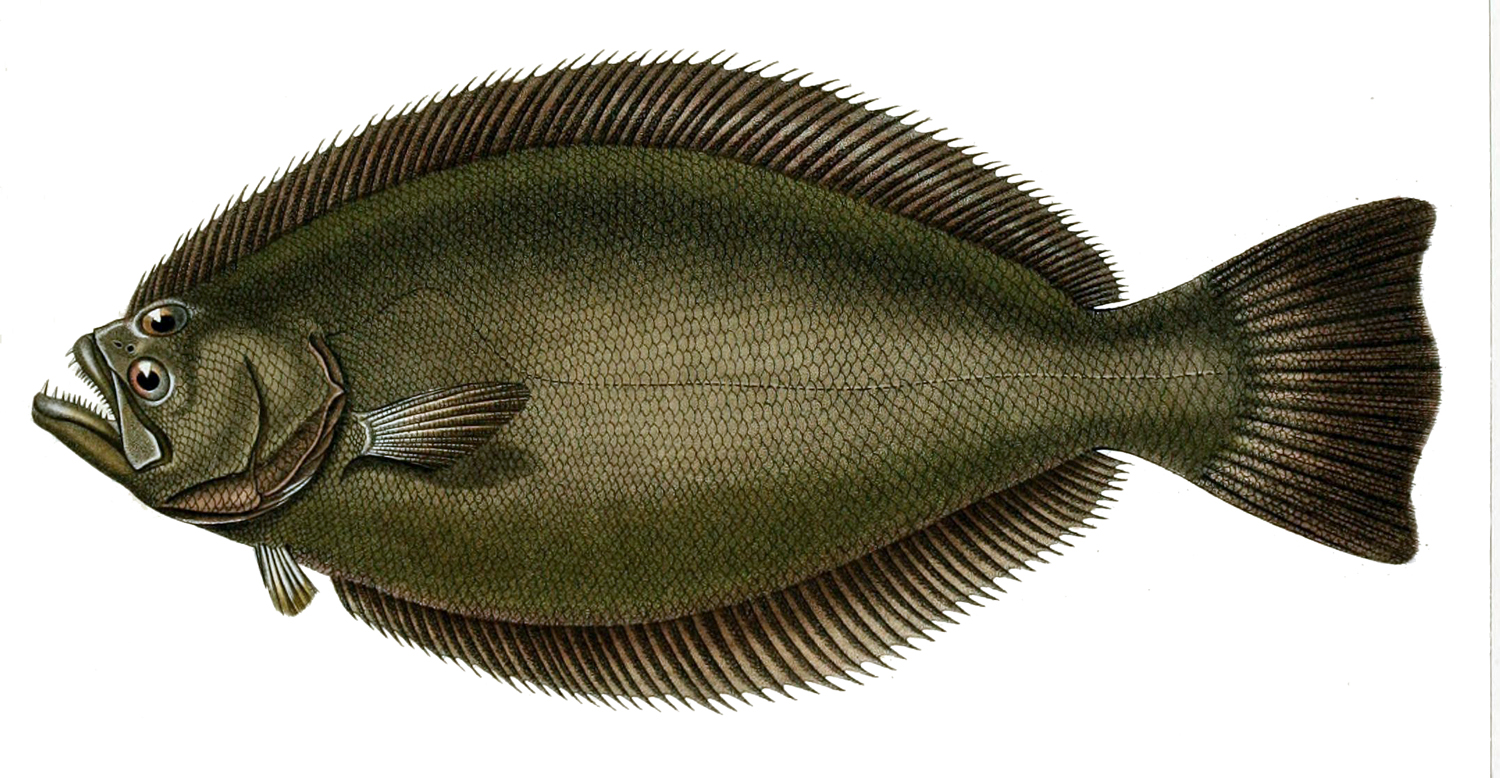
Paralichthys orbignyanus

Paralichthyidae è una famiglia di pesci ossei marini e, con poche specie, d'acqua dolce appartenenti all'ordine Pleuronectiformes.

## Distribuzione e habitat
La famiglia è diffusa in tutti i mari e gli oceani alle latitudini tropicali e temperate. Sono assenti dal mar Mediterraneo e dai mari europei. Poche specie si sono adattate a svolgere l'intero ciclo vitale in acqua dolce, diverse mostrano un grado più o meno elevato di eurialinità.

## Descrizione
Come tutti i rappresentanti dell'ordine Pleuronectiformes questi pesci hanno corpo asimmetrico, con entrambi gli occhi su un solo lato (il sinistro in questa famiglia) detto lato oculare mentre l'altro lato del corpo è detto lato cieco. In questa famiglia non ci sono raggi spinosi nelle pinne pari. Hanno bocca piuttosto grande e denti robusti e grandi.
La taglia è variabile, vi sono specie che non raggiungono i 10 cm da adulti e specie grandi. Quella di maggiori dimensioni è Paralichthys californicus che supera il metro e mezzo di lunghezza.

## Biologia

### Riproduzione
Le uova sono pelagiche e hanno una goccia oleosa che ne assicura la galleggiabilità.

## Pesca
Alcune specie, soprattutto quelle più grandi del genere Paralichthys hanno notevole interesse economico.

## Generi e specie
- Genere Ancylopsetta
  - Ancylopsetta antillarum
  - Ancylopsetta cycloidea
  - Ancylopsetta dendritica
  - Ancylopsetta dilecta
  - Ancylopsetta kumperae
  - Ancylopsetta microctenus
  - Ancylopsetta ommata
- Genere Cephalopsetta
  - Cephalopsetta ventrocellatus
- Genere Citharichthys
  - Citharichthys abbotti
  - Citharichthys amblybregmatus
  - Citharichthys arctifrons
  - Citharichthys arenaceus
  - Citharichthys cornutus
  - Citharichthys darwini
  - Citharichthys dinoceros
  - Citharichthys fragilis
  - Citharichthys gilberti
  - Citharichthys gnathus
  - Citharichthys gordae
  - Citharichthys gymnorhinus
  - Citharichthys macrops
  - Citharichthys mariajorisae
  - Citharichthys minutus
  - Citharichthys platophrys
  - Citharichthys sordidus
  - Citharichthys spilopterus
  - Citharichthys stampflii
  - Citharichthys stigmaeus
  - Citharichthys surinamensis
  - Citharichthys uhleri
  - Citharichthys valdezi
  - Citharichthys xanthostigma
- Genere Cyclopsetta
  - Cyclopsetta chittendeni
  - Cyclopsetta fimbriata
  - Cyclopsetta panamensis
  - Cyclopsetta querna
- Genere Etropus
  - Etropus ciadi
  - Etropus crossotus
  - Etropus cyclosquamus
  - Etropus delsmani
    - Etropus delsmani delsmani
    - Etropus delsmani pacificus

  - Etropus ectenes
  - Etropus longimanus
  - Etropus microstomus
  - Etropus peruvianus
  - Etropus rimosus
- Genere Gastropsetta
  - Gastropsetta frontalis
- Genere Hippoglossina
  - Hippoglossina bollmani
  - Hippoglossina macrops
  - Hippoglossina montemaris
  - Hippoglossina mystacium
  - Hippoglossina oblonga
  - Hippoglossina stomata
  - Hippoglossina tetrophthalma
- Genere Paralichthys
  - Paralichthys adspersus
  - Paralichthys aestuarius
  - Paralichthys albigutta
  - Paralichthys brasiliensis
  - Paralichthys californicus
  - Paralichthys delfini
  - Paralichthys dentatus
  - Paralichthys fernandezianus
  - Paralichthys isosceles
  - Paralichthys lethostigma
  - Paralichthys microps
  - Paralichthys olivaceus
  - Paralichthys orbignyanus
  - Paralichthys patagonicus
  - Paralichthys squamilentus
  - Paralichthys triocellatus
  - Paralichthys tropicus
  - Paralichthys woolmani
- Genere Pseudorhombus
  - Pseudorhombus annulatus
  - Pseudorhombus argus
  - Pseudorhombus arsius
  - Pseudorhombus binii
  - Pseudorhombus cinnamoneus
  - Pseudorhombus ctenosquamis
  - Pseudorhombus diplospilus
  - Pseudorhombus dupliciocellatus
  - Pseudorhombus elevatus
  - Pseudorhombus javanicus
  - Pseudorhombus jenynsii
  - Pseudorhombus levisquamis
  - Pseudorhombus malayanus
  - Pseudorhombus megalops
  - Pseudorhombus micrognathus
  - Pseudorhombus natalensis
  - Pseudorhombus neglectus
  - Pseudorhombus oculocirris
  - Pseudorhombus oligodon
  - Pseudorhombus pentophthalmus
  - Pseudorhombus quinquocellatus
  - Pseudorhombus russellii
  - Pseudorhombus spinosus
  - Pseudorhombus tenuirastrum
  - Pseudorhombus triocellatus
- Genere Syacium
  - Syacium guineensis
  - Syacium gunteri
  - Syacium latifrons
  - Syacium longidorsale
  - Syacium maculiferum
  - Syacium micrurum
  - Syacium ovale
  - Syacium papillosum
- Genere Tarphops
  - Tarphops elegans
  - Tarphops oligolepis
- Genere Tephrinectes
  - Tephrinectes sinensis
- Genere Thysanopsetta
  - Thysanopsetta naresi
- Genere Xystreurys
  - Xystreurys liolepis
  - Xystreurys rasile[2]